# Buster Keaton
Pour les articles homonymes, voir Buster et Keaton.
Joseph Frank Keaton Jr., dit Buster Keaton, est un acteur, réalisateur, scénariste et producteur américain, né le 4 octobre 1895 à Piqua (Kansas) et mort le 1er février 1966 à Hollywood (Californie). Humoriste célèbre pour son flegme, artiste ayant marqué le cinéma muet américain, il fut entre autres surnommé « l'homme qui ne rit jamais » par contraste avec Charlie Chaplin. « Buster » est un surnom générique (« pote ») signifiant aussi « casse-cou ».
Il est un enfant star du vaudeville, se produisant dans le cadre du numéro itinérant de sa famille. À l'âge adulte, il commence à travailler avec le producteur indépendant Joseph M. Schenck et le cinéaste Edward F. Cline, avec qui il réalise une série de courts métrages comiques à succès au début des années 1920, tels que La Maison démontable (1920), Frigo fregoli (1921), Frigo déménageur (1922), et Frigo à l'Electric Hotel (1922). Il s'oriente ensuite vers les longs métrages avec des films tels que Sherlock Junior (1924), Le Mécano de la « General » (1926), Cadet d'eau douce (1928), et L'Opérateur (1928), qui restent très appréciés. Le Mécano de la « General » est peut-être son œuvre la plus acclamée, Orson Welles la considère comme « la plus grande comédie jamais réalisée […] et peut-être le plus grand film jamais réalisé,, ». 
Comptant parmi les références du film comique et burlesque,,, il fut souvent cité comme son modèle par Charlie Chaplin.
La carrière de Keaton décline après 1928 lorsqu'il signe avec la Metro-Goldwyn-Mayer (MGM) et perd son indépendance artistique. Sa première femme demande le divorce et il sombre dans l'alcoolisme. Il est renvoyé de la MGM en 1933, mettant ainsi fin à sa carrière au sommet du box-office. Sa situation se redresse quelque peu dans les années 1940 après son mariage avec Eleanor Norris (en) et il travaille comme comique respecté jusqu'à la fin de sa vie. Durant cette période, il fait des apparitions dans Boulevard du crépuscule (1950) de Billy Wilder, Les Feux de la rampe (1952) de Charlie Chaplin, Film (1965) de Samuel Beckett et dans divers programmes télévisés. Il reçoit un Oscar d'honneur en 1959.
Le critique Roger Ebert écrit sur la « période extraordinaire de Keaton de 1920 à 1929 » où il « a travaillé sans interruption » comme ayant fait de lui « le plus grand acteur-réalisateur de l'histoire du cinéma ». En 1996, le magazine Entertainment Weekly classe Keaton comme le septième plus grand réalisateur de cinéma, déclarant que « ses films offrent des éclats de rire face à une invention physique ahurissante et une détermination spatiale qui se rapproche de la grandeur philosophique, ». En 1999, l'American Film Institute le classe comme la 21e plus grande star masculine du cinéma hollywoodien classique.

## Biographie

### Premiers pas

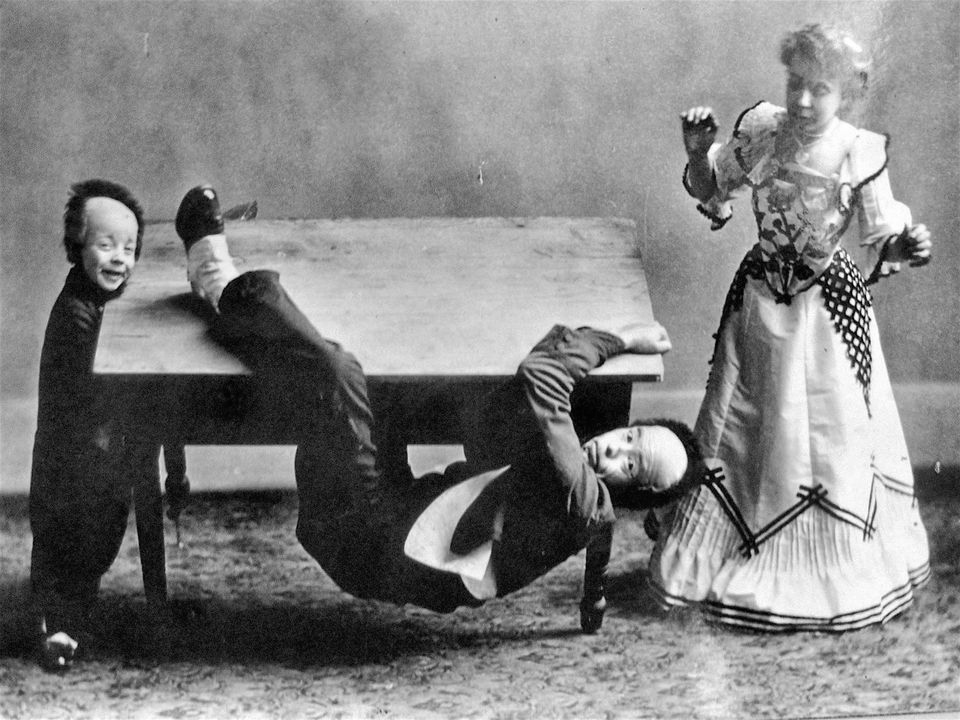
The Three Keatons : Buster Keaton, à 6 ans, avec ses parents Myra et Joe Keaton.

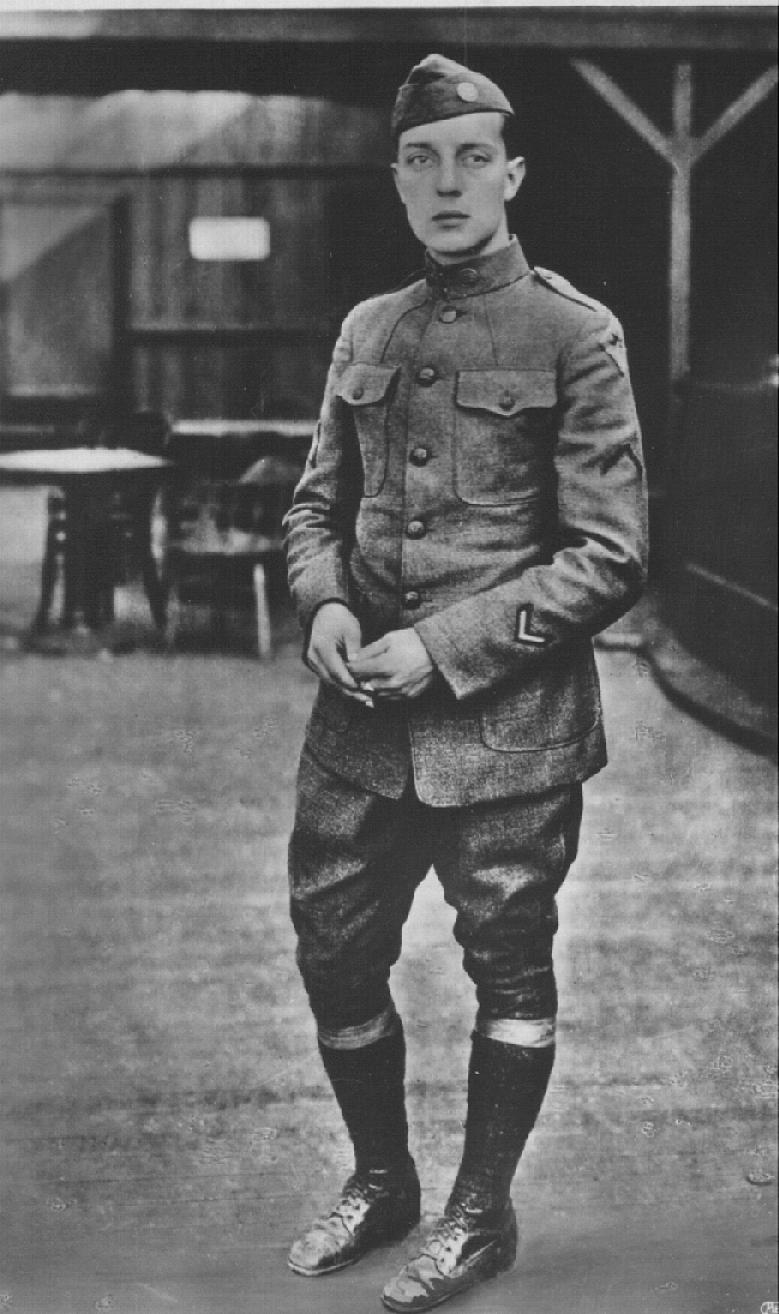
Buster Keaton pendant son service militaire en 1918.

Joseph Frank Keaton, naît dans une petite ville agricole du comté de Woodson, dans le sud-est du Kansas, de Joseph Hallie Keaton et Myra Edith Cutler, acteurs de cabaret. Un an plus tard, le surnom « Buster » lui est attribué. D'après la légende, Harry Houdini en serait à l'origine, mais il est plus vraisemblable qu'il fut inventé par son père. Dès octobre 1900, il rejoint ses parents sur la scène du Bill Dockstader's Wonderland Theatre de Wilmington (Delaware) et devient un membre salarié de leurs numéros.
Il apprend le métier de comique dès son plus jeune âge avec son père, et forme, à partir de 1907, un numéro de spectacles burlesques à cinq avec ses parents, son frère Harry Stanley et sa sœur Louise (nés respectivement en 1904 et 1906). Engagé en 1917 à Broadway dans la revue musicale The Passing Show, il ne se présente pas à la première, il a signé un contrat quelque temps auparavant avec la Comique Film Corporation. Il fait ses grands débuts d'acteur de cinéma muet avec Roscoe « Fatty » Arbuckle. Son expérience sur les planches lui a permis d'acquérir une technique corporelle exceptionnelle, mais la piètre qualité de ses premiers spectacles lui a donné le désir de faire des films dont les mises en scène sont soignées.

### Carrière hollywoodienne
Durant les années 1920, Keaton interprète et réalise (ou coréalise) une dizaine de films (longs ou courts-métrages) qui feront date dans l'histoire du cinéma. Il y crée un personnage introverti, mais téméraire, toujours en quête d'amour.
Le premier long-métrage  que signe Keaton, Les Trois Âges, est en fait un film à sketches inspiré par le film Intolérance de D. W. Griffith. Ce premier essai est couronné d'un franc succès au box office. Keaton enchaine avec  Les Lois de l'hospitalité, film qui, selon Jean Tulard, « suscite l'admiration par l'extraordinaire enchainement, d'une logique imperturbable, des gags ». Ce film contient aussi une des cascades les plus spectaculaires que Keaton ait exécuté alors qu'il se balance accroché à une corde au-dessus d'une chute d'eau.
Dans son troisième film, Sherlock Junior, Buster incarne un projectionniste de cinéma qui pénètre dans le film qu'il présente sur l'écran, idée dont Woody Allen se souviendra dans La Rose pourpre du Caire.
Vient ensuite La Croisière du Navigator, que Keaton coréalise avec Donald Crisp et qui sera le plus gros succès commercial de sa carrière. Buster et sa partenaire, Kathryn McGuire, y incarnent deux personnes seules à bord d'un paquebot à la dérive. Nouveau succès avec Les Fiancées en folie, son film suivant, qui reprend le principe de la course poursuite et contient une scène particulièrement célèbre dans laquelle Buster est pourchassé par une meute de femmes qui rêvent toutes de l'épouser.
C'est en 1926 que Keaton lance ce qui deviendra son film le plus célèbre : Le Mécano de la « General » coréalisé par Keaton et Clyde Bruckman. Buster y incarne un mécanicien de locomotive qui, pendant la Guerre de Sécession, part à la recherche de sa locomotive après qu'elle a été volée par des soldats nordistes. À sa sortie, le film ne remporte qu'un succès limité, surtout au regard de son imposant budget.

Cascade dans Cadet d'eau douce.

Keaton ne connait pas non plus un grand succès avec Cadet d'eau douce, qui, tout comme Le Mécano de la « General » verra, au fil de années, sa réputation grandir au point d'être considéré comme une œuvre importante. Le film comprend une autre cascade célèbre : pendant une tempête, une façade entière d'immeuble tombe sur Buster.
En 1928, Buster Keaton passe outre ses craintes et les mises en garde de Charlie Chaplin, à qui il demande conseil, et signe un contrat avec la MGM, cédant à l'insistance d'un beau-frère. Sa créativité est alors étouffée par Louis B. Mayer et ses studios,.

### Déclin

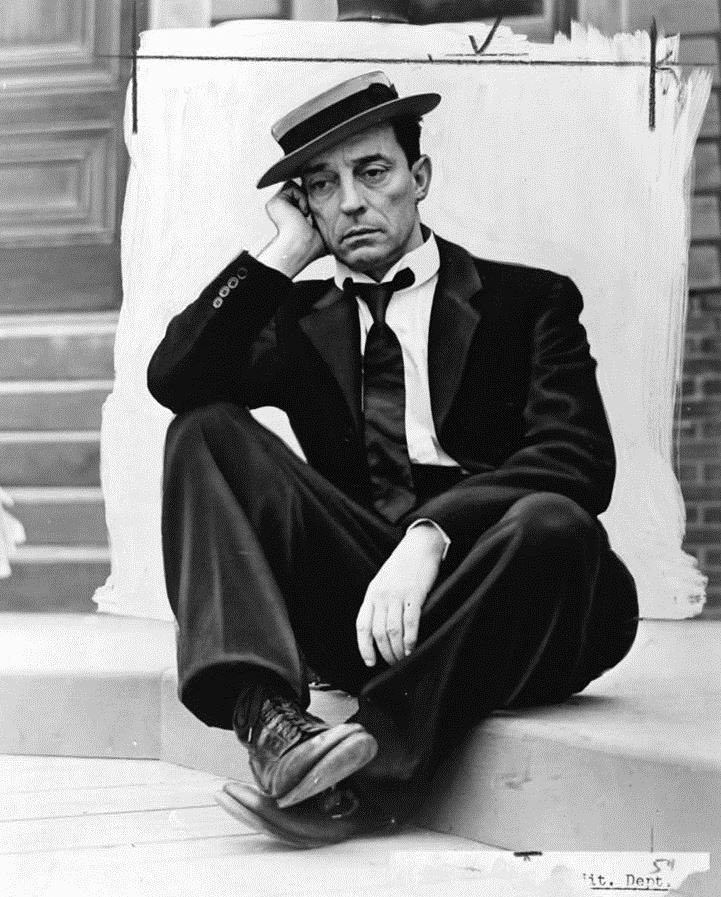
Buster Keaton vers 1939.

Buster Keaton souffre terriblement de cette perte de son autonomie artistique, dès 1930, après son dernier chef-d'œuvre, L'Opérateur. Pour ses films suivants, Keaton se voit imposer un partenaire, comme Jimmy Durante, comique respectable, mais envahissant et bavard. Il ne peut plus exprimer sa fantaisie et son génie, il est mis à l'écart des studios et plonge dans la dépression et l'alcool. En quelques années, Hollywood fait de lui un réalisateur dépassé, et le mène à la ruine. Sa vie conjugale avec Natalie Talmadge, fille d'un grand producteur hollywoodien, bat de l'aile ; son épouse demande le divorce et fait changer le nom de ses fils.
Durant presque quarante ans, Buster Keaton ne fait plus que des films contrôlés voire corrigés par les producteurs, il n'est plus réalisateur, mais simple faire-valoir, sur l'écran et à l'affiche. Des réalisateurs sont chargés de le chaperonner (Edward Sedgwick notamment). On le retrouve parfois dans de petits rôles : en 1950, il joue au bridge dans Boulevard du crépuscule de Billy Wilder avec un autre rescapé du muet, Erich von Stroheim. En 1952, Chaplin fait appel à lui pour Les Feux de la rampe, où les deux stars du muet, en vieux clowns vieillissants, offrent quelques scènes bouleversantes. En 1953, il figure en apprenti boulanger dans une séquence comique du film italien Pattes de velours.
Il fait aussi quelques « caméras cachées » où éclate, au détour de quelques gags, son vrai visage.
En 1940, il épouse en troisièmes noces Eleanor Norris (1918-1998) qui restera auprès de lui jusqu'à la fin.

### Regain de popularité
En janvier 1954, il passe en vedette à Paris au cirque Medrano dans un numéro muet.
En 1955, Raymond Rohauer (en) (1924-87), un distributeur et collectionneur américain, commence à rassembler les films de Buster Keaton et contribue à la rediffusion de ses meilleurs films au début des années 1960. James Mason, qui a racheté la luxueuse Italian Villa, découvre dans la buanderie quelques négatifs de courts et longs-métrages. Le Mécano de la « General », Sherlock Junior, La Croisière du Navigator ressortent et connaissent un très grand succès auprès du jeune public. De jeunes réalisateurs comme Richard Lester s'entêtent à retrouver les négatifs originaux pour pouvoir toucher un nouveau public.
Ainsi redécouvert, Buster Keaton reçoit un Oscar en 1960 pour l'ensemble de sa carrière. Un an plus tard, dans un épisode de La Quatrième Dimension, il joue le rôle d'un balayeur grincheux qui se plaint de son époque, 1890, et imagine que la vie en 1961 sera bien plus agréable.

### Fin de vie

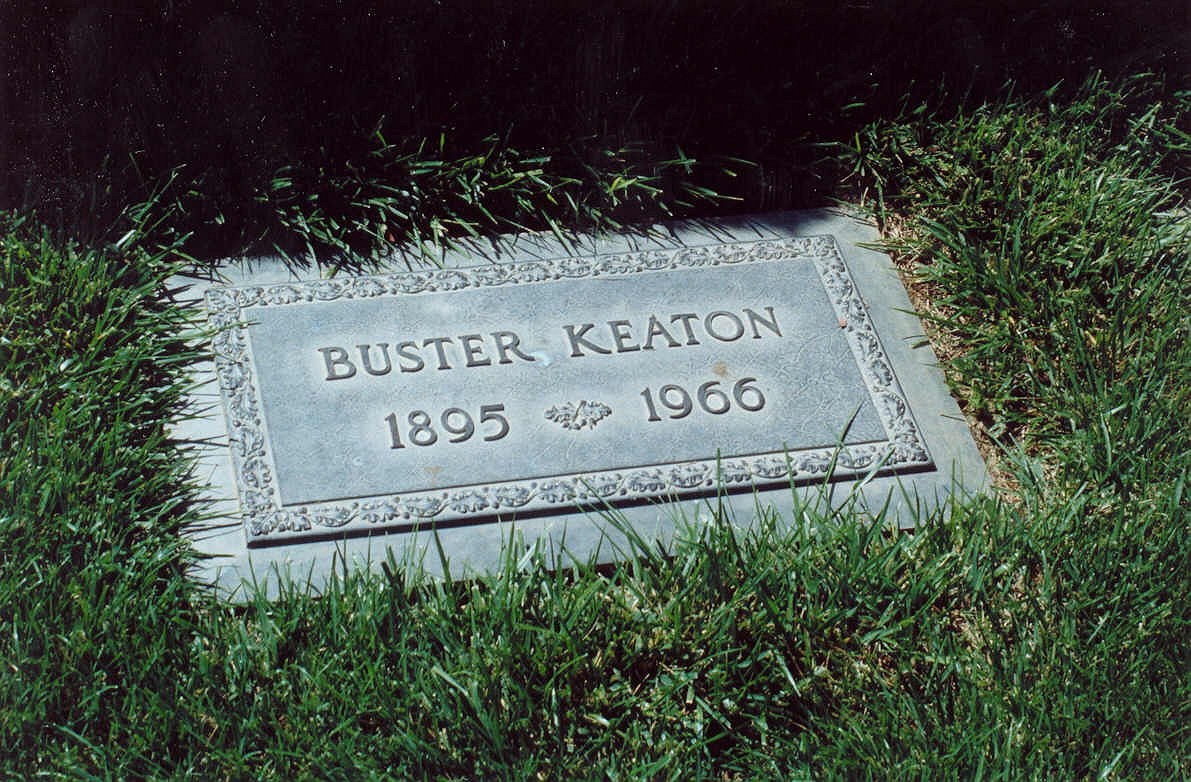
La tombe de Buster Keaton.

Le 1er février 1966, Buster Keaton meurt à 70 ans d'un cancer du poumon à Woodland Hills en Californie. La gravité de son état ne lui a jamais été expliquée et il pensait souffrir d'une simple bronchite. Confiné à l'hôpital les derniers jours de sa vie, il parcourt sa chambre sans trouver le repos. Quelques années plus tôt, il avait installé dans son garage un train électrique assez long et, pour arrêter de fumer, sur les bons conseils d'Eleanor, il posait sa cigarette dans un des petits wagons et ne prenait qu'une bouffée au passage du train, tous les quatre tours. Eleanor meurt en 1998, également d'un cancer du poumon.
Lors d'une conversation avec Peter Bogdanovich (qui lui a consacré un documentaire de référence,), Buster Keaton avait confié : « je souhaiterais être mis en terre avec un jeu de cartes et un chapelet afin d'être prêt à toute éventualité… ».

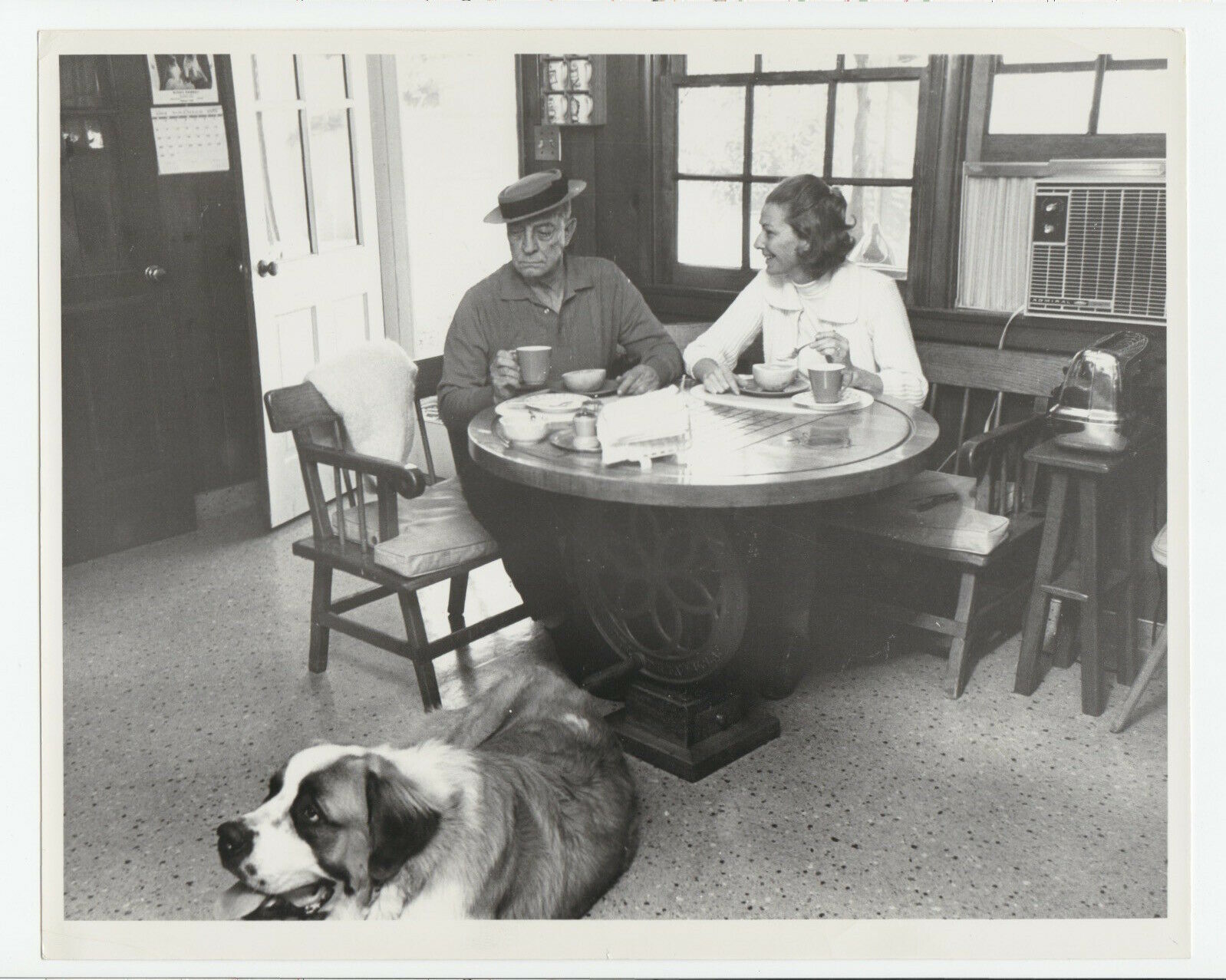
Buster et Eleanor Keaton en 1965.

## Analyse
- Si vous ne connaissez pas le sujet, laissez ce bandeau (vous pouvez alors contacter les auteurs).
- Si vous supprimez le contenu mis en cause (vous pouvez préalablement contacter les auteurs),

argumentez précisément cette suppression dans la page de discussion
(un manque de référence n'est pas un argument ; une recherche réelle de référence doit avoir été effectuée, être formellement documentée).
Buster Keaton pratique le gag avec une précision d'orfèvre ; la scène où la façade de la maison lui tombe dessus dans Cadet d'eau douce (gag mis au point huit ans plus tôt dans One Week (La Maison démontable)), ou la précision du tir du boulet de canon dans Le Mécano de la « General » sont des sommets de la mécanique keatonienne. Buster Keaton sait se trouver là où l'on ne l'attend pas, amorcer son gag, emmener le public à deviner ce qui va se passer et le surprendre finalement avec un gag complètement différent de celui attendu, comme dans La Maison démontable où il se démène pour enlever sa maison démontable de la voie du chemin de fer, car un train point au loin. N'y arrivant pas, il se retire avec sa compagne pour éviter le choc mais le train passe en réalité sur la voie d'à côté. C'est alors que sa maison est réduite en miettes par un autre train arrivant en sens opposé. Keaton a également un sens de l'espace : ses grands travellings sont toujours des modèles du genre, comme dans Les Fiancées en folie. La totale maîtrise d'un film comme Sherlock Junior, au montage et aux effets visuels complexes, montre les qualités de metteur en scène de Buster Keaton.
Durant cette époque, les grands cinéastes du monde du comique, du « burlesque », se servent de personnages à la silhouette immédiatement reconnaissable par le spectateur ; Chaplin avec son costume de Tramp (le vagabond, rebaptisé « Charlot » en France), Buster Keaton avec son chapeau canotier et son costume relativement souple, Harold Lloyd et ses lunettes. Le français Max Linder, « dandy » charmeur et gaffeur, instaure, au tout début des années 1910, cette variété de personnages.

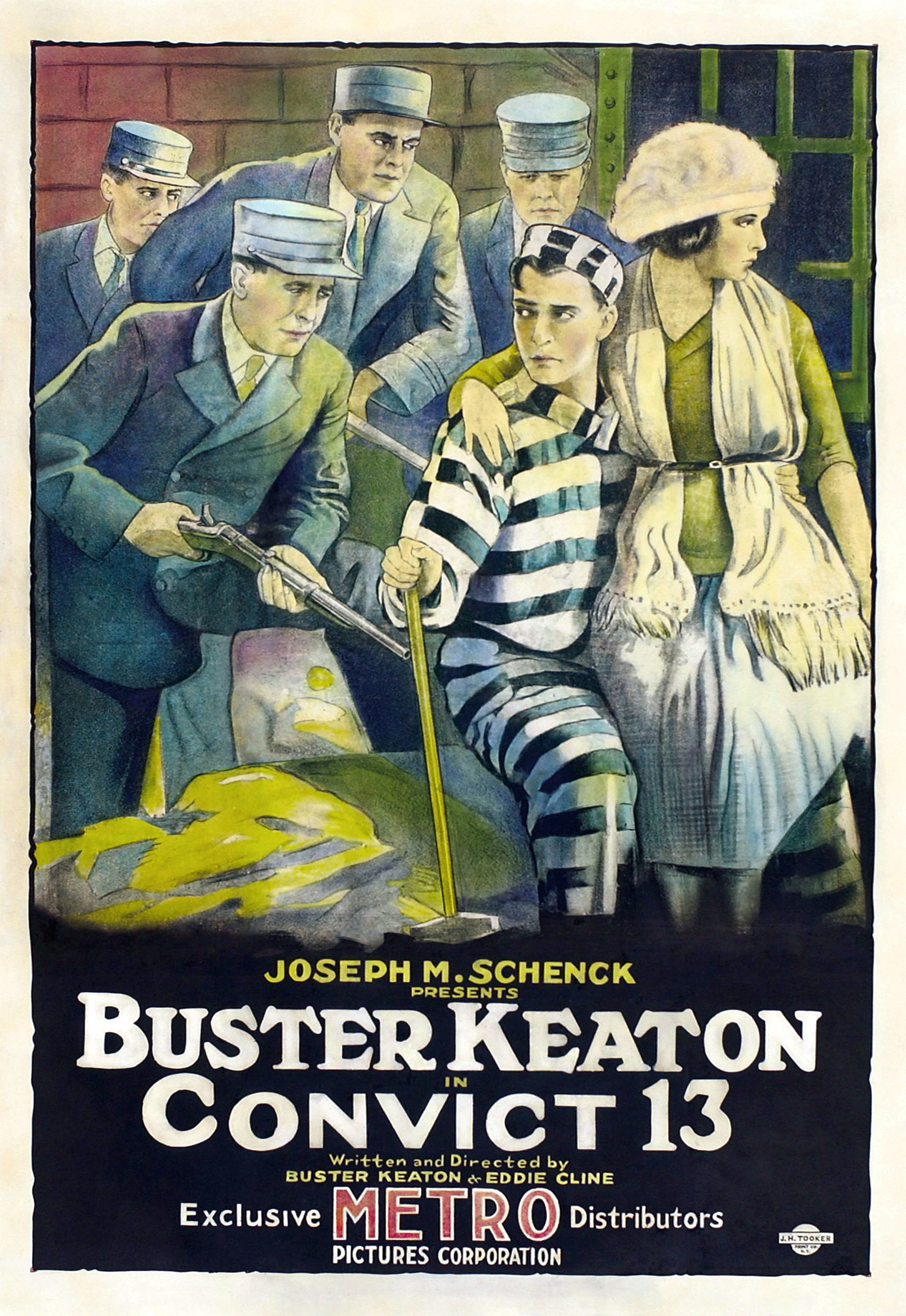
Affiche de Convict 13 (titre original de Malec champion de golf).

Considéré comme « l'homme qui ne riait jamais », Keaton se sert de cette façade au visage impassible pour mettre ses personnages dans des situations où ils n'ont pas de place au départ mais qu'ils sont toujours prêts à affronter. Dans La Croisière du Navigator, Keaton doit, après un chassé-croisé avec sa future bien-aimée, apprendre à vivre à deux, et même à trois, car le bateau, trait d'union entre les protagonistes, fait partie intégrante de l'action. Cet apprentissage fait du personnage de Keaton l'homme d'une seule femme. Keaton rajoute davantage à cette vision monogamique dans Les Fiancées en folie où il est pris entre une avalanche de pierres et une ruée massive de femmes voulant l'épouser. Pour ce film, Keaton a été taxé de misogynie, alors qu'il voulait simplement souligner la cupidité des êtres. Ce qui, dans le film, s'applique aux femmes peut également s'appliquer aux hommes. Keaton, au bas d'une colline, voit débouler sur lui, d'un côté des pierres et de l'autre des femmes. Il s'en sort par une pirouette purement « keatonienne » et trouve l'amour.
Dans la vie réelle, Buster Keaton est à l'opposé de ses personnages. Il s'est marié plusieurs fois. Cette « expiation » cinématographique est pour lui un exutoire aux complications de la vie de couple. À l'écran, son personnage n'a pas de position sociale bien définie (à part quelques rares exemples, comme La Croisière du Navigator, où son personnage est très riche) ou, plus exactement, l'argent ne compte pas pour lui : dans Sherlock Junior, il est projectionniste et s'évade au travers des films qu'il projette mais, dans sa quête d'amour, il fait passer la réussite sociale au deuxième plan. Idem dans L'Opérateur où seule compte celle qu'il aime : dans une scène où, dans l'attente du coup de téléphone de son amour, il fait des dizaines d'allers-retours entre le téléphone, situé en bas de son immeuble, et son logement, tout en haut. Et quand, enfin, son aimée téléphone pour lui donner rendez-vous, elle n'a pas le temps de finir ses phrases, que Keaton, au terme d'une course effrénée et de maints périples, se présente chez elle au moment où elle raccroche.
Pour Buster Keaton, seul compte l'amour. Il n'évoque pas, en revanche, la suite de cet instant. Bien sûr, finalement cela est suggéré, mais Keaton ne développe pas la vie en couple ni n'aborde (ou peu) la famille, la sienne, ou celle qu'il va fonder.
Dans Cadet d'eau douce (1928), toutefois, Buster Keaton vient au secours de son père emprisonné. Buster se démène pour faire évader son père de prison au moment où un cyclone vient frapper la ville. Cette tornade peut symboliser la « sanction » divine s'abattant sur le fils d'un mauvais père. Buster, au prix d'éprouvantes prouesses physiques, parviendra une nouvelle fois à se sortir de toutes les situations. C'est aussi, dans le même temps, un test « grandeur nature » pour faire son apprentissage de la navigation et se préparer, une fois en mer, à déjouer ses pièges (sauf que dans le cas présent, ce sont les maisons qui flottent). Chez Keaton se trouve également un besoin de reconnaissance et d'affirmation. En effet, son personnage (comme lui-même d'ailleurs) est quelqu'un de frêle et pas très grand. Keaton est prêt à tout pour l'obtention de ce statut « d'homme », pour être aimé et reconnu, comme étant un héros de guerre, par Anabelle dans Le Mécano de la « General ». Keaton, après avoir été refoulé par l'armée, ne peut assumer son étiquette de (futur) lâche, mais prouvera pourtant sa bravoure avec une « associée » non moins négligeable : une locomotive. Ce besoin d'être reconnu fera à nouveau surface dans College, L'Opérateur (avec un final sur fond de guerre de gangs) et, comme toujours, Keaton faisant fi de tous les dangers afin d'exister aux yeux de celle qu'il aime.
Certains de ses « partenaires-objets » sont souvent, par rapport à lui, gigantesques : la locomotive dans Le Mécano de la « General », le paquebot dans La Croisière du Navigator, le troupeau de vaches dans Go West mais aussi sa compagne, qui s'avère être bien plus masculine, physiquement parlant, que lui dans Les Trois Âges. Finalement, Keaton domine ses encombrants partenaires avec simplement un peu d'intelligence. Selon Keaton, les gros objets ne sont pas plus dangereux que les petits. Le danger n'effraie pas Keaton, il fait parvenir son personnage à une dimension humaine concrète qu'il n'aurait pas eu sans le braver. Keaton nous enseigne qu'il est vain de se battre pour des causes qui ne sont pas les nôtres.

### Gags éclairs
Chez Buster Keaton, certains gags, étaient instantanés et faisaient prendre à son récit une tournure différente. Pour emmener le public sur son propre terrain, Keaton se servait de certains gags éclairs sans tomber dans une transition cinématographique assez longue. Plusieurs exemples illustrent ce propos et le gag de la transformation de Keaton en une vieille femme dans Sherlock Junior restera l'un des sommets du cinéma keatonien. Le film tout entier est une balade entre le réel et la magie, sa façon d'entrer et de sortir de l'écran quand il est dans son cinéma (dans le film), le gag où son associé est contre une palissade et où il lui passe à travers pour échapper au méchant voulant le saisir, son ami repartant intact comme si rien ne s'était passé. Tout le film est bâti sur cette sensation d'étrangeté et de magie.
Bon nombre d'exemples sont présents dans les films de Buster Keaton à propos de ces gags très rapides, lorsqu'il est dans la diligence dans Les Lois de l'hospitalité et qu'il porte un chapeau un peu trop grand pour lui, au passage d'une bosse, la diligence saute et ce n'est pas le chapeau qui s'enfonce sur la tête de Buster, c'est Buster qui vient s'engouffrer dans son chapeau. Cet autre gag rapide, une nouvelle fois, en dit long sur le talent de Keaton, il a eu l'idée de surbaisser le toit de la diligence avant le tournage de cette scène pour que justement le chapeau n'aille pas à Buster mais que ce soit Buster qui aille au chapeau.

## Filmographie
Lors des premières sorties françaises, Buster est renommé Frigo ou Malec. Du fait de la multiplicité de titres différents attribués à ses films, le titre retenu, français ou anglais, est le plus utilisé et reconnu, notamment dans le cadre de récentes restaurations.

### Courts-métrages
- 1917 : Fatty Boucher (The Butcher Boy) : Buster
- 1917 : Fatty chez lui (The Rough House) (également co-réalisateur)
- 1917 : La Noce de Fatty (His Wedding Night)
- 1917 : Fatty docteur (Oh, Doctor!)
- 1917 : Fatty à la fête foraine (Coney Island)
- 1917 : Fatty m'assiste (A Country Hero)
- 1918 : Fatty bistro (Out West)
- 1918 : Fatty groom (The Bell Boy)
- 1918 : La Mission de Fatty (Moonshine)
- 1918 : Fatty à la clinique (Good Night Nurse)
- 1918 : Fatty cuisinier (The Cook)
- 1919 : Fatty cabotin (Back Stage)
- 1919 : Fatty au village ou Un garçon séduisant (The Hayseed)
- 1920 : Le Garage infernal ou Fatty et Malec garagistes (The Garage)
- 1920 : La Maison démontable (One Week) (également co-réalisateur)
- 1920 : Malec champion de golf (Convict 13) (également co-réalisateur)
- 1920 : L'Épouvantail (The Scarecrow) (également co-réalisateur)
- 1920 : La Voisine de Malec ou Voisin Voisine (Neighbors) (également co-réalisateur)
- 1921 : Malec chez les fantômes  (The Haunted House) (également co-réalisateur)
- 1921 : La Guigne de Malec  (Hard Luck) (également co-réalisateur)
- 1921 : Malec champion de tir  (The High Sign) (également co-réalisateur)
- 1921 : Malec l'insaisissable  (The Goat) (également co-réalisateur)
- 1921 : Frigo fregoli   (The Playhouse) (également co-réalisateur)
- 1921 : Frigo capitaine au long cours  (The Boat) (également co-réalisateur)
- 1922 : Malec chez les Indiens  (The Paleface) (également co-réalisateur)
- 1922 : Frigo déménageur  (Cops) (également co-réalisateur)
- 1922 : Le Neuvième Mari d'Eléonore  (My Wife's Relations) (également co-réalisateur)
- 1922 : Malec forgeron  (The Blacksmith) (également co-réalisateur)
- 1922 : Frigo l'esquimau  (The Frozen North) (également co-réalisateur)
- 1922 : Grandeur et Décadence  (Daydreams) (également co-réalisateur)
- 1922 : Frigo à l'Electric Hotel  (The Electric House) (également co-réalisateur)
- 1923 : Malec aéronaute  (The Balloonatic) (également co-réalisateur)
- 1923 : Frigo et la Baleine  (The Love Nest) (également co-réalisateur)
- 1927 : Carter DeHaven in Character Studies : Lui-même
- 1934 : Shérif malgré lui (The Gold Ghost) (également co-réalisateur)
- 1934 : L'Horloger amoureux (Allez oop) (également co-réalisateur)
- 1935 : Palooka from Paducah
- 1935 : Les Rivaux de la pompe (One Run Elmer) (également co-réalisateur)
- 1935 : Romance dans le foin (Hayseed Romance)
- 1935 : Héros de la Marine (Tars and Stripes) (également co-réalisateur)
- 1935 : The E-Flat Man
- 1935 : The Timid Young Man
- 1935 : La Fiesta de Santa Barbara
- 1936 : Trois Prétendants (Three on a Limb)
- 1936 : Chef d'orchestre malgré lui (Grand Slam Opera) (également co-réalisateur)
- 1936 : L'As du feu (Blue Blazes) (également co-réalisateur)
- 1936 : Le Chimiste (The Chemist)
- 1936 : Le Magicien (Mixed Magic) (également co-réalisateur)
- 1937 : Candidat à la prison (Jail Bait)
- 1937 : Dito (Ditto)
- 1937 : La Roulotte d'amour (Love Nest on Wheels) (également co-réalisateur)
- 1938 : Hollywood Handicap (seulement réalisateur)
- 1938 : Streamlined Swing (seulement réalisateur)
- 1939 : Pest from the West
- 1939 : Mooching Through Georgia
- 1940 : Nothing But Pleasure
- 1940 : Pardon My Berth Marks
- 1940 : The Taming of the Snood
- 1940 : The Spook Speaks
- 1940 : His Ex Marks the Spot
- 1941 : So You Won't Squawk
- 1941 : General Nuisance
- 1941 : She's Oil Mine
- 1947 : Un duel à mort de Pierre Blondy
- 1952 : Paradise for Buster (en), film industriel pour John Deere and Company, Inc.
- 1965 : Film, film expérimental réalisé par Alan Schneider
- 1965 : The Railrodder
- 1966 : The Scribe

### Longs-métrages
- 1920 : Ce crétin de Malec (The Saphead), de Herbert Blaché : Bertie Van Alstyne
- 1923 : Les Trois Âges  (The Three Ages) (également co-réalisateur) : Le garçon
- 1923 : Les Lois de l'hospitalité  (Our Hospitality) (également co-réalisateur) : Willie McKay
- 1924 : Sherlock Junior  (Sherlock, Jr.) (également co-réalisateur) : Le projectioniste
- 1924 : La Croisière du Navigator (The Navigator) (également co-réalisateur) : Rollo Treadway
- 1925 : Les Fiancées en folie (Seven Chances) (également co-réalisateur) : James Shannon
- 1925 : Ma vache et moi  (Go West) (également co-réalisateur) : Friendless
- 1926 : Le Dernier Round (Battling Butler) (également co-réalisateur) : Alfred Butler
- 1926 : Le Mécano de la « General » (The General) (également co-réalisateur) : Johnnie Gray
- 1927 : Sportif par amour (College) (également co-réalisateur) : Le garçon
- 1928 : Cadet d'eau douce (Steamboat Bill Jr.) (également co-réalisateur) : William Canfield Jr.
- 1928 : L'Opérateur (The Cameraman) (également co-réalisateur) : Buster
- 1929 : Le Figurant (Spite Marriage) (également co-réalisateur) : Elmer Edgemont
- 1929 : Hollywood chante et danse (The Hollywood Revue of 1929) : Buster Keaton
- 1930 : Le Metteur en scène (Free and Easy) : Elmer Butts
- 1930 : Estrellados (en) : Canuto Cuadratin
- 1930 : Buster s'en va-t-en guerre (Doughboys) : Elmer J. Stuyvesant Jr.
- 1931 : Wir schalten um auf Hollywood de Frank Reicher
- 1931 : Buster se marie (Parlor, Bedroom and Bath) : Reginald Irving
- 1931 : Buster se marie de Edward Brophy et Claude Autant-Lara : Regie
- 1931 : Buster millionnaire (Sidewalks of New York) : Barton
- 1931 : Le Plombier amoureux (The Passionate Plumber) : Elmer E. Tuttle
- 1932 : Le Professeur (Speak Easily) : Prof. Post
- 1933 : Le Roi de la bière (What! No Beer?) : Elmer J. Butts
- 1934 : Le Roi des Champs-Élysées (tourné en France) : Buster Garner/Jim le balafré
- 1935 : Un baiser SVP (The Invader) (tourné en Grande-Bretagne) : Leander Proudfoot
- 1939 : Hollywood Cavalcade d'Irving Cummings : Buster Keaton
- 1940 : Boire et Déboires (The Villain Still Pursued Her) : William Dalton
- 1940 : Li'l Abner : Le putois solitaire
- 1943 : Et la vie recommence (Forever and a Day) : Wilkins
- 1944 : San Diego I Love You : le conducteur de car
- 1945 : L'esprit fait du swing (That's the Spirit) de Charles Lamont : L.M.
- 1945 : Penny cherche un père (That Night with You) de William A. Seiter : Sam
- 1946 : God's Country (film, 1946) : Mr. Boone
- 1946 : Pan dans la lune (El Moderno Barba Azul)
- 1949 : Le Faiseur (The Loveable Cheat) de Richard Oswald, d'après Le Faiseur de Balzac : Goulard
- 1949 : You're My Everything de Walter Lang : Butler
- 1949 : El Colmillo de Buda (en) de Juan Bustillo Una : Moe
- 1949 : Amour poste restante (In the Good Old Summertime) de Robert Z. Leonard : Hickey
- 1950 : Boulevard du crépuscule (Sunset Boulevard) : Buster Keaton
- 1952 : Les Feux de la rampe (Limelight) : Le partenaire de Calvero
- 1953 : Pattes de velours (L'incantevole nemica)
- 1956 : Le Tour du monde en quatre-vingts jours (Around the World in Eighty Days) de Michael Anderson : Le conducteur du train
- 1960 : Les Aventuriers du fleuve (The Adventures of Huckleberry Finn) de Michael Curtiz : Lion Tamer
- 1963 : Un monde fou, fou, fou, fou (It's a Mad Mad Mad Mad World) : Jimmy the Croock
- 1964 : Pajama Party : Chef Rotten Eagle
- 1965 : Beach Blanket Bingo : Buster
- 1965 : How to Stuff a Wild Bikini : Bwana
- 1965 : Deux Cinglés à l'armée (Sergeant Dead Head) de Norman Taurog : Airman Blinken
- 1965 : Deux bidasses et le général (Due marines e un generale) : General Von Kassler
- 1965 : Buster Keaton Rides Again (documentaire)
- 1966 : Le Forum en folie (A Funny Thing Happened on the Way to the Forum) : Erronius

### Comme réalisateur uniquement
- 1938 : Life in Sometown, U.S.A.
- 1938 : Hollywood Handicap
- 1938 : Streamlined Swing

### Comme scénariste uniquement
- 1939 : The Jones Family in Hollywood de Malcolm St. Clair
- 1939 : Quick Millions de Malcolm St. Clair
- 1948 : Mon héros (A Southern Yankee) d'Edward Sedgwick

### Télévision
- 1951 : Life with Buster Keaton
- 1955 : Le Partenaire muet (The Silent Partner) et La Révélation de l'année (Rookie of the year) de George Marshall (épisodes de la série Le Choix de... [Screen Directors Playhouse])
- 1957 : This is your life, émission-souvenir avec un invité vedette
- 1961 : Il était une fois (Once upon a time), épisode 13 de la saison 3 de La Quatrième Dimension (The Twilight Zone)
- 1962 : Ten Girls Ago de Harold Daniels (téléfilm - court métrage)
- 1965 : The Man Who Bought Paradise
- 1966 : Lucy in London

### Films sur Buster Keaton
- 1957 : L'Homme qui n'a jamais ri (The Buster Keaton Story) de Sidney Sheldon - (Fiction)
- 2016 : Buster Keaton, un génie brisé par Hollywood de Jean-Baptiste Péreti  - (Documentaire)